# Michael Moloney

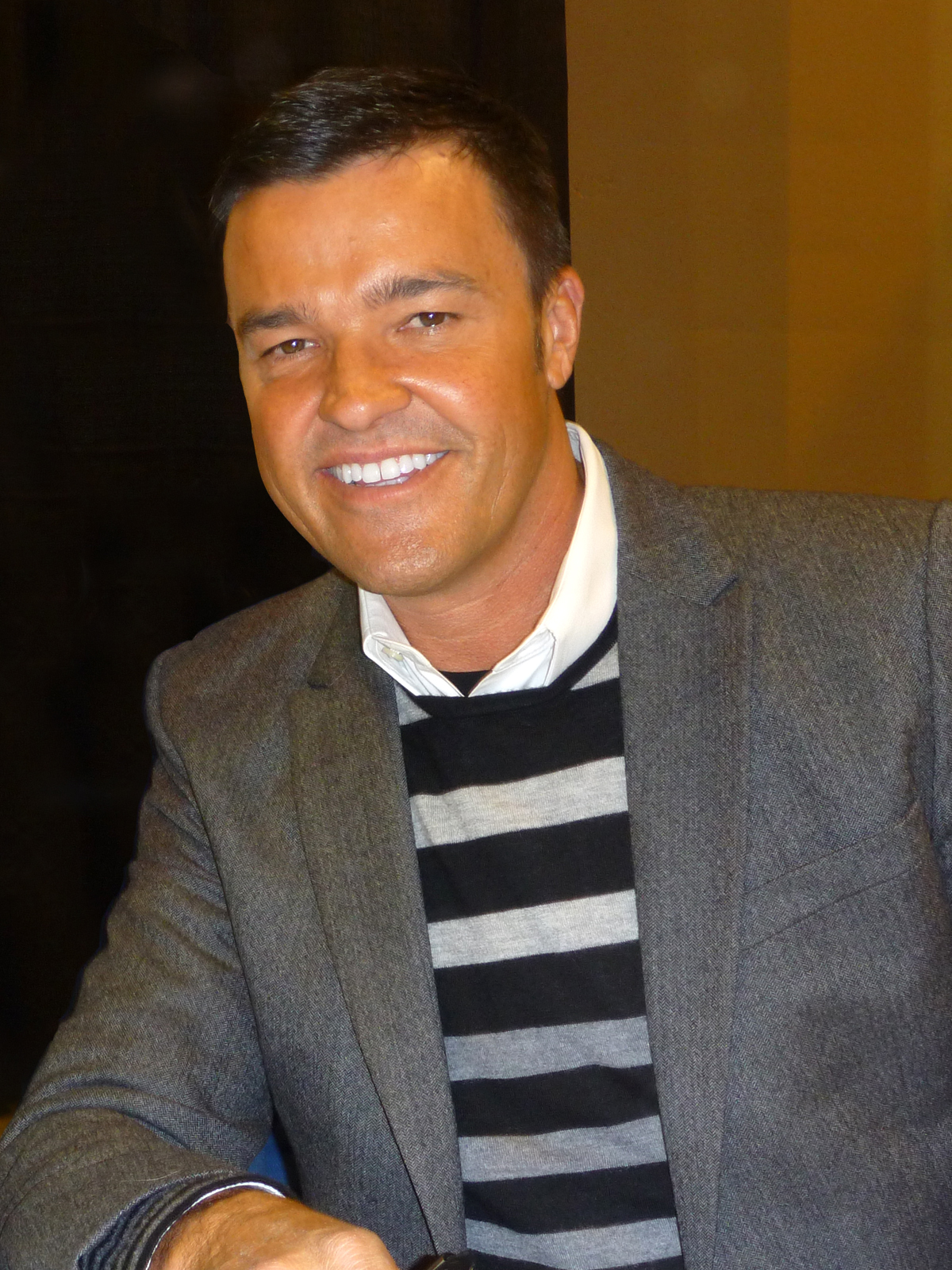
Michael Moloney

Michael Moloney (14 de dezembro de 1963) é um decorador de interiores estadunidense, que participa regularmente do Reality Show Extreme Makeover: Home Edition (Extreme Makeover: Reconstrução Total). Ele também participa regularmente do programa Clean House, no Style Network.
Antes de trabalhar com decoração, Maloney era estilista de moda.

## Links relacionados
- «Extreme Makeover: Reconstrução Total - Website Brasil» 🔗 (em inglês)